# بليك دين
بليك دين (بالإنجليزية: Blake Dean)‏ (15 سبتمبر 1987 في أستراليا - ) هو لاعب كريكت أسترالي. لعب مع آي سي تي كومتس ‏ وSydney Thunder ‏.

## وصلات خارجية
- بليك دين على موقع إي آس بي آن كريك إنفو (الإنجليزية)